# Songs From the Laundry Room
Songs From the Laundry Room es un EP de la banda Foo Fighters lanzado exclusivamente para Record Store Day. Tan sólo fueron puestos a disposición 4000 copias en formato 10 " vinyl , incluye dos versiones demo de las canciones del álbum homónimo, un cover, y una canción inédita, titulada "Empty Handed"

## Lista de canciones
Todas las canciones escritas y compuestas por Dave Grohl salvo que se diga lo contrario. 
| Side A |                              |          |  |
| N.º    | Título                       | Duración |  |
| 1.     | «Alone + Easy Target (Demo)» | 5:12     |  |
| 2.     | «Big Me (Demo)»              | 2:08     |  |

| Side B |                                     |          |  |
| N.º    | Título                              | Duración |  |
| 3.     | «Kids in America (Kim Wilde cover)» | 3:39     |  |
| 4.     | «Empty Handed»                      | 1:47     |  |

## Historial de grabación
- "Alone + Easy Target" - grabada el 16 de febrero de 1991
- "Big Me" - grabada en marzo de 1994.
- "Kids in America" - grabada el 16 de febrero de 1991.
- "Empty Handed" - grabada en 1992.

## Posicionamiento en las listas
| Chart                                                          | Posición |
| -------------------------------------------------------------- | -------- |
| UK Physical Singles Sales (The Official UK Charts Company)     | 3        |
| UK Vinyl Singles Chart Top 40 (The Official UK Charts Company) | 3        |